# Álvaro Santa María Cerveró
Álvaro Santa María Cerveró (Santiago, 8 de marzo de 1887-Valparaíso, octubre de 1940) fue un abogado y político chileno, miembro del Partido Liberal Democrático. Se desempeñó como diputado, senador, y ministro de Estado durante el gobierno del presidente Emiliano Figueroa Larraín.

## Familia y estudios
Nació en Santiago de Chile el 8 de marzo de 1887, siendo uno de los seis hijos del matrimonio conformado por el exdiputado Hermenegildo Santa María Cea y Teresa Cerveró Larraín. Realizó sus estudios primarios y secundarios en el Colegio de los Sagrados Corazones de Santiago. Continuó los superiores en la carrera de derecho de la Universidad de Chile en Valparaíso, titulándose como abogado el 9 de noviembre de 1910.
Se casó con Carmen Prieto Subercaseaux, con quien tuvo dos hijos: Ximena y Álvaro.

## Carrera profesional
Se dedicó a ejercer su profesión en Valparaíso, ocupando diversos puestos públicos, entre ellos, el de relator de la Corte de Apelaciones de esa comuna y secretario general de Armada de Chile, bajo el mando del almirante Jorge Montt; siendo el último civil que desempeñó el cargo. En el sector privado, actuó en numerosas casas comerciales importantes; fue director de la Compañía Central de Seguros y de la Caja Comercial. Además, fue abogado de bancos y de las firmas salitreras Barburizza, Lukinovic y The Lautaro Nitrate.
Por otra parte, se especializó en asuntos salitreros, siendo miembro de la comisión de abogados que estudiaron los títulos de las compañías que ingresaron a la Compañía de Salitres de Chile (Cosach); y minería boliviana, permaneciendo bastante tiempo en Bolivia y conociendo su legislación. En 1923, asumió como secretario de la Asociación de Instrucción Primaria de Valparaíso. Entre otras actividades, perteneció al Club de La Unión de Santiago, al Club de Viña del Mar (del cual fue su presidente), y al Sporting Club de esa misma comuna. También, fue director del consejo del Colegio de Abogados de Valparaíso.

## Carrera política
En el ámbito político, integró las filas del Partido Liberal Democrático, desempeñándose como secretario en Valparaíso y presidente del «Centro de Propaganda» de la colectividad. En las elecciones parlamentarias de 1924, postuló como candidato a diputado por Lontué y Curepto, resultando electo para el período legislativo 1924-1927. Sin embargo, no logró finalizar su período debido a la disolución del Congreso Nacional el 11 de septiembre de 1924, tras un decreto de la Junta de Gobierno instaurada mediante un golpe de Estado. En su gestión integró la Comisión Permanente de Presupuestos y la de Legislación y Justicia.
Luego, en el marco del gobierno del presidente Emiliano Figueroa Larraín, el 20 de noviembre de 1926, fue nombrado como titular del Ministerio de Justicia e Instrucción Pública, sirviendo en el cargo hasta el 21 de diciembre del mismo año.
Posteriormente, en las elecciones parlamentarias de 1932, postuló como candidato a senador por la 3.ª Agrupación Provincial (correspondiente a las provincias de Aconcagua y Valparaíso), resultando electo para el periodo 1933-1937. En esa oportunidad integró la Comisión Permanente de Constitución, Legislación y Justicia y Reglamento; y fue senador reemplazante en la Comisión Permanente de Hacienda, Comercio y Empréstitos Municipales.
En las elecciones parlamentarias de 1937, obtuvo la reelección senatorial por la misma zona, para el período 1937-1945; integró y presidió la Comisión Permanente de Educación Pública. De la misma manera, no logró finalizar su período, debido a su fallecimiento en octubre de 1940, a los 53 años. El 18 de diciembre de ese año, se incorporó en su reemplazo el también abogado y exdiputado Aníbal Cruzat Ortega, miembro del Partido Radical (PR).